# Kantchari
Kantchari ist ein Ort im äußersten Osten Burkina Fasos, Hauptort des gleichnamigen Departments und Grenzstation an der Grenze zum Niger. Die Straße von Fada N’Gourma nach Niamey zweigt hier gen Süden nach Diapaga ab. Der Flughafen von Kantchari hat die Kennung XKA. Kantchari ist eine Partnerstadt der nordfranzösischen Stadt Cambrai.
Kantchari wird von der französischen Association les Amis de Kantchari unterstützt, die auch in Österreich Mittel aufbringt.